# Kristina Stigsdotter Hvide
Kristina Stigsdotter Hvide (Danska: Christine Stigsdatter) född cirka 1145, död cirka 1200, var svensk drottning 1164–1167, gift med kung Karl Sverkersson och mor till Sverker den yngre.
Christine Stigsdatter, i Sverige kallad Kristina Stigdotter, föddes som dotter till den danske stormannen Stig Tokesen, (död 1151) från familjen Hvide i Skåne, och prinsessan Margareta av Danmark. Hennes födelseår är inte bekräftat. Hon blev gift med Karl omkring 1164; hon antas ha hämtats till Sverige av jarlen Guttorm 1163, med bröllopsceremonin anses ha utförts 1164, då den nye biskopen installerats. Hon var drottning i omkring tre år och blev änka då maken mördades på Visingsö år 1167. Två år senare slöt hon sig till Vreta kloster.[källa behövs] År 1196 blev hennes son kung i Sverige. Kristina antas ha dött omkring år 1200, fyra år efter sonens tronbestigning. Hennes dödsorsak är okänd. 
Barn:
- Sverker den yngre